# Bảo tàng quốc gia Brasil
Bảo tàng Quốc gia  (tiếng Bồ Đào Nha: Museu Nacional) là tổ chức khoa học lâu đời nhất của Brazil và là một trong những viện bảo tàng lịch sử tự nhiên và nhân chủng học lớn nhất ở châu Mỹ. Bảo tàng nằm bên trong công viên Quinta da Boa Vista, tại thành phố Rio de Janeiro và được lắp đặt ở trong Paço de São Cristóvão (Cung điện Saint Christopher). Cung điện phục vụ như là nơi cư trú cho gia đình hoàng gia Bồ Đào Nha từ năm 1808 đến năm 1821, đặt gia đình hoàng gia Brazil từ năm 1822 đến năm 1889, và cũng đã tổ chức Hội nghị thành viên đảng Cộng hòa từ năm 1889 đến năm 1891, trước khi được chỉ định sử dụng bảo tàng vào năm 1892. tòa nhà đã được liệt kê là Di sản Quốc gia Braxin từ năm 1938.
Bảo tàng là nơi lưu giữ khoảng hơn 20 triệu hiện vật thuộc nhiều bộ sưu tập khác nhau, trong đó có hàng nghìn hiện vật liên quan tới lịch sử của Brasil và các quốc gia khác, trong đó có các hiện vật của người Ai Cập cổ đại. Bảo tàng này mới kỷ niệm 200 năm tuổi hồi tháng 6 vừa qua.
Tháng 9 năm 2018, bảo tàng này bị thiệt hại nặng nề trong một trận hỏa hoạn.